# Starboy: Legend of the Fall Tour
Tournées par The Weeknd
The Madness Fall Tour The Weeknd Asia Tour
Starboy: Legend of the Fall Tour est la cinquième tournée du chanteur canadien The Weeknd afin de promouvoir l'album Starboy. La tournée débute le 17 février à Stockholm en Suède et se termine le 14 décembre 2017 à Perth en Australie.

## Setlist
Cette liste est celle d'un concert à Birmingham et ne représente pas nécessairement toute la tournée.
1. All I Know
2. Party Monster
3. Reminder
4. Six Feet Under
5. Low Life / Might Not
6. Often
7. Acquainted
8. Ordinary Life / Stargirl Interlude
9. Starboy
10. Nothing Without You
11. Rockin’
12. Secrets / Can’t Feel My Face
13. In the Night
14. Earned It
15. Wicked Games
16. High for This
17. The Morning
18. Sidewalks
19. Crew Love (reprise de Drake)
20. Die for You
21. I Feel It Coming

Encore
1. False Alarm
2. Glass Table Girls
3. The Hills

## Dates
| Date             | Villes                | Pays             | Premières parties          |
| Europe           | Europe                | Europe           | Europe                     |
| ---------------- | --------------------- | ---------------- | -------------------------- |
| 17 février       | Stockholm             | Suède            | Lil Uzi Vert               |
| 19 février       | Oslo                  | Norvège          | Lil Uzi Vert               |
| 20 février       | Copenhague            | Danemark         | Lil Uzi Vert               |
| 24 février       | Amsterdam             | Pays-Bas         | Lil Uzi Vert Bryson Tiller |
| 26 février       | Zurich                | Suisse           | Lil Uzi Vert Bryson Tiller |
| 28 février       | Paris                 | France           | Lil Uzi Vert Bryson Tiller |
| 2 mars           | Cologne               | Allemagne        | Lil Uzi Vert Bryson Tiller |
| 3 mars           | Anvers                | Belgique         | Lil Uzi Vert Bryson Tiller |
| 5 mars           | Manchester            | Angleterre       | Lil Uzi Vert Bryson Tiller |
| 7 mars           | Londres               | Angleterre       | Lil Uzi Vert Bryson Tiller |
| 8 mars           | Londres               | Angleterre       | Lil Uzi Vert Bryson Tiller |
| 10 mars          | Glasgow               | Écosse           | Lil Uzi Vert Bryson Tiller |
| 11 mars          | Newcastle upon Tyne   | Angleterre       | Lil Uzi Vert Bryson Tiller |
| 13 mars          | Birmingham            | Angleterre       | Lil Uzi Vert Bryson Tiller |
| 14 mars          | Leeds                 | Angleterre       | Lil Uzi Vert Bryson Tiller |
| Amérique du Sud  |                       |                  |                            |
| 23 mars          | Bogota                | Colombie         | NC                         |
| 26 mars          | São Paulo             | Brésil           | NC                         |
| 1er avril        | Buenos Aires          | Argentine        | NC                         |
| 2 avril          | Santiago              | Chili            | NC                         |
| Amérique du Nord |                       |                  |                            |
| 25 avril         | Vancouver             | Canada           | Rae Sremmurd Belly 6lack   |
| 26 avril         | Seattle               | États-Unis       | Rae Sremmurd Belly 6lack   |
| 28 avril         | San José              | États-Unis       | Rae Sremmurd Belly 6lack   |
| 29 avril         | Inglewood             | États-Unis       | Rae Sremmurd Belly 6lack   |
| 30 avril         | Inglewood             | États-Unis       | Rae Sremmurd Belly 6lack   |
| 2 mai            | Phoenix               | États-Unis       | Rae Sremmurd Belly 6lack   |
| 4 mai            | Dallas                | États-Unis       | Rae Sremmurd Belly 6lack   |
| 6 mai            | Houston               | États-Unis       | Rae Sremmurd Belly 6lack   |
| 9 mai            | La Nouvelle-Orléans   | États-Unis       | Rae Sremmurd Belly 6lack   |
| 11 mai           | Sunrise               | États-Unis       | Rae Sremmurd Belly 6lack   |
| 12 mai           | Tampa                 | États-Unis       | Rae Sremmurd Belly 6lack   |
| 13 mai           | Atlanta               | États-Unis       | Rae Sremmurd Belly 6lack   |
| 17 mai           | Charlotte             | États-Unis       | Rae Sremmurd Belly 6lack   |
| 18 mai           | Washington, D.C.      | États-Unis       | Rae Sremmurd Belly 6lack   |
| 19 mai           | Atlantic City         | États-Unis       | Rae Sremmurd Belly 6lack   |
| 23 mai           | Rosemont              | États-Unis       | Rae Sremmurd Belly 6lack   |
| 24 mai           | Auburn Hills          | États-Unis       | Rae Sremmurd Belly 6lack   |
| 26 mai           | Toronto               | Canada           | Rae Sremmurd Belly 6lack   |
| 27 mai           | Toronto               | Canada           | Rae Sremmurd Belly 6lack   |
| 28 mai           | Ottawa                | Canada           | Rae Sremmurd Belly 6lack   |
| 30 mai           | Montréal              | Canada           | Rae Sremmurd Belly 6lack   |
| 2 juin           | Uncasville            | États-Unis       | Rae Sremmurd Belly 6lack   |
| 3 juin           | Uniondale             | États-Unis       | Rae Sremmurd Belly 6lack   |
| 4 juin           | Newark                | États-Unis       | Rae Sremmurd Belly 6lack   |
| 6 juin           | Brooklyn              | États-Unis       | Rae Sremmurd Belly 6lack   |
| 7 juin           | Brooklyn              | États-Unis       | Rae Sremmurd Belly 6lack   |
| 9 juin           | Cincinnati            | États-Unis       | Rae Sremmurd Belly 6lack   |
| 11 juin          | Manchester            | États-Unis       | NC                         |
| 17 juin          | Dover                 | États-Unis       | NC                         |
| Europe           |                       |                  |                            |
| 24 juin          | Francfort-sur-le-Main | Allemagne        | NC                         |
| 28 juin          | Roskilde              | Danemark         | NC                         |
| 30 juin          | Gdynia                | Pologne          | NC                         |
| 1er juillet      | Helsinki              | Finlande         | NC                         |
| 4 juillet        | Bergen                | Norvège          | Bryson Tiller Cezinando    |
| 6 juillet        | Lisbonne              | Portugal         | NC                         |
| 7 juillet        | Frauenfeld            | Suisse           | NC                         |
| 9 juillet        | Londres               | Angleterre       | NC                         |
| 13 juillet       | Benicàssim            | Espagne          | NC                         |
| 15 juillet       | Rathfarnham           | Irlande          | NC                         |
| 22 juillet       | Paris                 | France           | NC                         |
| Amérique du Nord |                       |                  |                            |
| 6 août           | Montreal              | Canada           | NC                         |
| 6 septembre      | University Park       | États-Unis       | Gucci Mane Nav             |
| 9 septembre      | Toronto               | Canada           | French Montana Nav         |
| 12 septembre     | Boston                | États-Unis       | Gucci Mane Nav             |
| 15 septembre     | Washington, D.C.      | États-Unis       | Gucci Mane Nav             |
| 16 septembre     | Philadelphie          | États-Unis       | Gucci Mane Nav             |
| 19 septembre     | Columbus              | États-Unis       | Gucci Mane Nav             |
| 20 septembre     | Indianapolis          | États-Unis       | Gucci Mane Nav             |
| 22 septembre     | Las Vegas             | États-Unis       | NC                         |
| 24 septembre     | Saint Paul            | États-Unis       | Gucci Mane Nav             |
| 26 septembre     | Kansas City           | États-Unis       | Gucci Mane Nav             |
| 27 septembre     | Lincoln               | États-Unis       | Gucci Mane Nav             |
| 29 septembre     | Denver                | États-Unis       | Gucci Mane Nav             |
| 2 octobre        | Vancouver             | Canada           | French MontanaNav          |
| 5 octobre        | Vancouver             | Canada           | French MontanaNav          |
| 6 octobre        | Portland              | États-Unis       | Gucci Mane Nav             |
| 8 octobre        | Oakland               | États-Unis       | Gucci Mane Nav             |
| 11 octobre       | Sacramento            | États-Unis       | Gucci Mane Nav             |
| 13 octobre       | Anaheim               | États-Unis       | Gucci Mane Nav             |
| 14 octobre       | Las Vegas             | États-Unis       | Gucci Mane Nav             |
| 17 octobre       | Houston               | États-Unis       | Gucci Mane Nav             |
| 19 octobre       | San Antonio           | États-Unis       | Gucci Mane Nav             |
| 21 octobre       | Tulsa                 | États-Unis       | Gucci Mane Nav             |
| 24 octobre       | Miami                 | États-Unis       | Gucci Mane Nav             |
| 28 octobre       | Columbia              | États-Unis       | Gucci Mane Nav             |
| 29 octobre       | Nashville             | États-Unis       | Gucci Mane Nav             |
| 1er novembre     | Détroit               | États-Unis       | Gucci Mane Nav             |
| 2 novembre       | Chicago               | États-Unis       | Gucci Mane Nav             |
| Océanie          |                       |                  |                            |
| 29 novembre      | Auckland              | Nouvelle-Zélande | French Montana Nav         |
| 2 décembre       | Sydney                | Australie        | French Montana Nav         |
| 3 décembre       | Sydney                | Australie        | French Montana Nav         |
| 6 décembre       | Brisbane              | Australie        | French Montana Nav         |
| 8 décembre       | Melbourne             | Australie        | French Montana Nav         |
| 9 décembre       | Melbourne             | Australie        | French Montana Nav         |
| 11 décembre      | Adélaïde              | Australie        | French Montana Nav         |
| 14 décembre      | Perth                 | Australie        | French Montana Nav         |

### Date annulée
| Date   | Ville  | Pays   | Raison                                        |
| ------ | ------ | ------ | --------------------------------------------- |
| 31 mai | Québec | Canada | Chanteur victime d'empoisonnement alimentaire |